# Tinkisso
Der Tinkisso ist ein 570 km langer Fluss in Guinea (Westafrika).

## Verlauf
Der Fluss entspringt im Fouta Djallon. Er fließt zunächst nach Nordosten. Nach gut 200 km schwenkt er nach Osten, wo er den Bouka aufnimmt. Auf der Höhe von Siguiri mündet der Tinkisso in den Niger.
Der stark mäandrierende Tinkisso hat einen Abfluss von 181 m³/s im jährlichen Mittel und entwässert ein Becken von 19.430 km².

## Hydrometrie
Durchschnittliche monatliche Durchströmung des Tinkisso gemessen an der hydrologischen Station bei Ouaran in m³/s.
- Diagrammdaten:
- Definition |
- Rohdaten |
- Hilfe